# Vlasivka, Zinkiv
Vlasivka (în ucraineană Власівка) este localitatea de reședință a comunei Vlasivka din raionul Zinkiv, regiunea Poltava, Ucraina.

## Demografie
Componența lingvistică a localității Vlasivka
     Ucraineană (98,52%)
     Rusă (1,48%)
Conform recensământului din 2001, majoritatea populației localității Vlasivka era vorbitoare de ucraineană (98,52%), existând în minoritate și vorbitori de rusă (1,48%).